# Каратаєв Мухамеджан Кожаспайович
Мухамеджан Кожаспайович Карата́єв (каз. Мұхамеджан Қожасбайұлы Қаратаев; нар. 27 грудня 1910, Телікуль — пом. 9 червня 1995, Алмати) — казахський літературознавець, критик, письменник; доктор філологічних наук з 1963 року, професор з 1965 року; академік Академії наук Казахської РСР з 1975 року.

## Біографія
Народився 27 грудня 1910 року в аулі Телікулі (нині аул Абдільда Тажибаєва Чиїлійського району Кизилординської області Казахстану). Упродовж 1930—1933 років навчався в Казахському педагогічному інституті в Алмати; у 1934—1936 роках — в аспірантурі Ленінградського державного інституту філософії, лінгвістики та історії.
Протягом 1936—1938 років працював відповідальним секретарем Правління Спілки радянських письменників Казахстану, а потім його головою. Одночасно викладав у Казахському державному педагогічному інституті імені Абая, очолював кафедру літератури і був членом бюро Казахського філії Академії наук СРСР.
Двічі зазнав репресій. У 1938—1946 роки перебував у таборі у Красноярському краї; з 1946 по 1951 рік відбував заслання в Жамбулській області, де у викладав у Жамбильському педагогічному училищі, з 1951 по 1955 рік — знову в Красноярському краї.
У 1955—1960 роках працював директором видавництва «Жазуши» та доцентом Казахського педагогічного інституту. Член КПРС з 1957 року. З 1960 року — завідувач відділу казахської літератури Інституту літератури та мистецтва імені Мухтара Ауезова Академії наук Казахської РСР, професор Казахського державного університету. У 1968—1980 роках — головний редактор Казахської радянської енциклопедії; у 1981—1990 роках — завідувач відділом казахської радянської літератури Інституту літератури та мистецтва імені Мухтара Ауезова Академії наук Казахської РСР. В останні роки життя був радником цього інституту.
Мешкав в Алмати в будинку на вулиці Кунаєва, № 160. Помер в Алмати 9 червня 1995 року.

## Літературна діяльність
Літературну діяльність почав у 1933 році, писав казахською і російською мовами критичні статті, брав участь у створенні підручників для середньої школи, робив доповіді на теми літератури, читав лекції. Велика його праця цього періоду — стаття про поему Сакена Сейфулліна «Кизил ат» (укр. «Червоний кінь»).
Новий період бурхливого розвитку його творчості припав на час після XX з'їзду КПРС. Протягом наступних 20 років опублікував понад 20 книг, давав відповідну оцінку майже всім великим та малим творам казахської літератури, починаючи з давньої усної літератури до творів наймолодших письменників. Всього за своє життя написав понад 700 статей, 40 книг, 15 монографій, зокрема:
- «Народжена Жовтнем» (1958);
- «Казахська література» (1960);
- «До вершин майстерності» (1960);
- «Становлення соціалістичного реалізму в казахській прозі» (1965)
- «Від домбри до книги» (1969);
- «Література та естетика» (1970);
- «Вершини попереду» (1972);
- «Світло російської культури» (1975);
- «У сім'ї єдиній» (1976);
- «Нові горизонти» (1979);
- «Вибрані твори» (1986—1987).

Робітничому класові присвячений роман «Гудок у степу» (1960, у співавторстві з Костянтином Алтайським). Писав про творчість Абая Кунанбаєва, Ільяса Жансугурова, Мухтара Ауезова, Жжамбила Жабаєва та інших.
Випустив у світ книгу з історії казахської літератури для вищих навчальних закладів, склав навчальну хрестоматію з казахської літератури для 10 класу.Один із авторів 3-го тому «Історії казахської літератури» у 6 томах; головний редактор та один із основних авторів історії казахської літератури радянського періоду у виданні, що вийшло російською мовою.
У статтях «Від Карпат до Тянь-Шаню» (1966), «Радянська багатонаціональна» (1975), «Славний шлях літератури Радянського Казахстану» (1979), «Російський Прометей» (1979), «Хода до великої дружби» (1982) відобразив роль Тараса Шевченка у розвитку казахської літератури, дружби казахського і українського народів.
Переклав казахською мовою «Мої університети» Максима Горького, один том роману «Тихий Дон» Михайла Шолохова. 

## Відзнаки
- Державна премія Казахської РСР (1974);
- Заслужений діяч науки Казахської РСР з 1974 року;
- Премія імені Чокана Валіханова (1985);
- Народний письменник Казахської РСР з 1987 року;
- Нагороджений орденами Трудового Червоного Прапора, Дружби народів, «Знак Пошани».